# Война на Домициан с даките
Война на Домициан с даките е серия от сражения между Римската империя и даките през 87 – 88 г. в царство Дакия и провинция Мизия по времето на император Домициан.